# Grand cru-gemeenten van de Champagne
Een grand cru-gemeente van de Champagne is een gemeente waarvan alle wijngaarden het predicaat grand cru hebben gekregen. Het systeem is omstreden omdat binnen één gemeente wel degelijk verschil in kwaliteit zal zijn tussen de op het noorden en op het zuiden gelegen hellingen en de wijngaarden met een verschillende "terroir".
De 17 als grand cru geklasseerde gemeenten omvatten samen 4000 hectare. Het gebied van de AOC Champagne is 33.105 hectare groot en bestaat uit 318 gemeenten.  
De AOC champagne kent 17 grand cru en 38 premier-cru gemeenten.
- Ambonnay
- Avize
- Ay
- Beaumont-sur-Vesle
- Bouzy
- Chouilly (maar alleen voor de chardonnay)
- Cramant
- Le Mesnil-sur-Oger, sinds 1985
- Louvois
- Mailly Champagne
- Oger, sinds 1985
- Oiry, sinds 1985
- Puisieulx
- Sillery
- Tours-sur-Marne
- Verzenay
- Verzy, sinds 1985

Binnen deze groep staan Verzenay, Bouzy, Ay, Avize en vooral Cramant bekend als de beste terroirs van de Champagne.